# سفارة كوريا الجنوبية في كمبوديا
سفارة كوريا الجنوبية في كمبوديا هي أرفع تمثيل دبلوماسي لدولة كوريا الجنوبية لدى كمبوديا. تقع السفارة في بنوم بنه وهي تهدف لتعزيز المصالح الكورية جنوبية في كمبوديا.

## وصلات خارجية
- قائمة سفارات كوريا الجنوبية
- قائمة السفارات في كمبوديا